# Kudypy (Gietrzwałd)
Kudypy (deutsch Kudippen) ist ein Ort in der polnischen Woiwodschaft Ermland-Masuren. Er gehört zur Gmina Gietrzwałd (Landgemeinde Dietrichswalde) im Powiat Olsztyński (Kreis Allenstein).

## Geographische Lage
Kudypy liegt im Westen der Woiwodschaft Ermland-Masuren, sieben Kilometer westlich der Kreisstadt Olsztyn (deutsch Allenstein).

## Geschichte

### Ortsgeschichte
Gegründet wurde das damalige Kudieph im Jahre 1375. Als „köllmisches Dorf“ mit drei Feuerstellen im Hauptamt Allenstein im Kreis Heilsberg wurde der Ort 1785 genannt, 1820 ist die Rede vom „königlichen Forstetablissement Seidelshof“ (Kudipy) mit zwei Feuerstellen und zehn Einwohnern. Bei einer Volkszählung am 3. Dezember 1861 hatte  die „Königliche Oberförsterei“ eine Fläche von ca. 12.040 Morgen mit vier Wohngebäuden bei 14 Einwohnern. Außerdem entstand im Ort der Bau eines Forstamtes.
Am 7. Mai 1874 wurde Kudippen Amtsdorf und damit namensgebend für einen Amtsbezirk im Kreis Allenstein im Regierungsbezirk Königsberg (ab 1905: Regierungsbezirk Allenstein) in der preußischen Provinz Ostpreußen. Die Einwohnerzahl des Gutsbezirks Oberförsterei Kudippen belief sich im Jahre 1910 auf 70.
Der Oberförsterei Kudippen waren im Jahre 1905 fünf Forstämter als Wohnplätze zugeordnet: Althof (polnisch Stary Dwór) mit acht Einwohnern, Kudippen mit zwei Einwohnern, Schillings (Szelągowo) mit fünf Einwohnern, Schöneberg (Wrzesina) mit acht Einwohnern, und Stenkienen (Stękiny) mit acht Einwohnern.
Im Jahre 1927 zählte die Oberförsterei 96 Einwohner, bevor sie am 1. Dezember 1928 – nach vorherigen anderweitigen Ausgliederungen – in die Landgemeinde Schillings (polnisch Szelągowo) eingegliedert wurde und damit ihre Eigenständigkeit einbüßte.
Als 1945 in Kriegsfolge das gesamte südliche Ostpreußen an Polen abgetreten wurde, erhielt Kudippen die polnische Namensform „Kudypy“. Die heutige „osada leśna“ (= „Forstsiedlung“) ist nun eine Ortschaft innerhalb der Landgemeinde Gietrzwałd (Dietrichswalde) im Powiat Olsztyński (Kreis Allenstein), von 1975 bis 1998 der Woiwodschaft Olsztyn, seither der Woiwodschaft Ermland-Masuren mit Sitz in Olsztyn (Allenstein) zugehörig.

### Amtsbezirk Kudippen (1874–1945)
Zum Amtsbezirk Kudippen gehörten die Orte:
| Deutscher Name   | Polnischer Name | Anmerkungen                                                                                                  |
| ---------------- | --------------- | --- |
| Gronitten        | Gronity         | |
| Kudippen         | Kudypy          | 1928 in die Landgemeinde Schillings eingegliedert                                                            |
| Schillings       | Szelągowo       | |
| ab 1930: Deuthen | Dajtki          | bis 1930 dem Amtsbezirk Posorten zugeordnet. 1936 Umgliederung in die Stadt und in den Stadtkreis Allenstein |

## Kirche

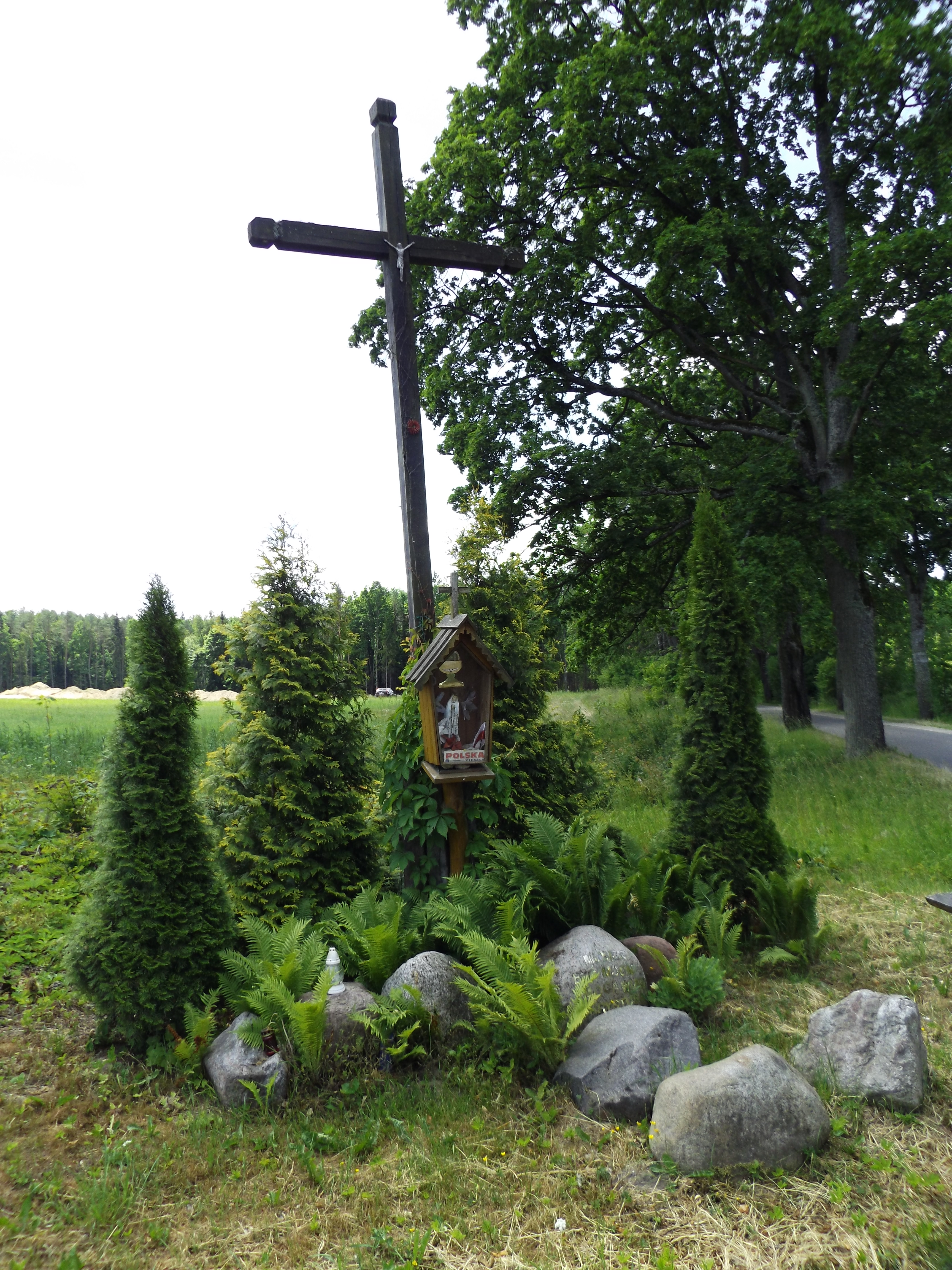
Wegekreuz in Kudypy

Bis 1945 war Kudippen in die evangelische Kirche Allenstein in der Kirchenprovinz Ostpreußen der Kirche der Altpreußischen Union, außerdem als Ortschaft der Gemeinde Schillings in die römisch-katholische Kirche Alt Schöneberg im Bistum Ermland eingepfarrt.
Heute gehört Kudypy katholischerseits zur Pfarrei Olsztyn-Dajtki (Deuthen) im Dekanat Olsztyn III-Gutkowo im jetzigen Erzbistum Ermland, evangelischerseits zur Christus-Erlöser-Kirche Olsztyn in der Diözese Masuren der Evangelisch-Augsburgischen Kirche in Polen.

## Arboretum Kudypy

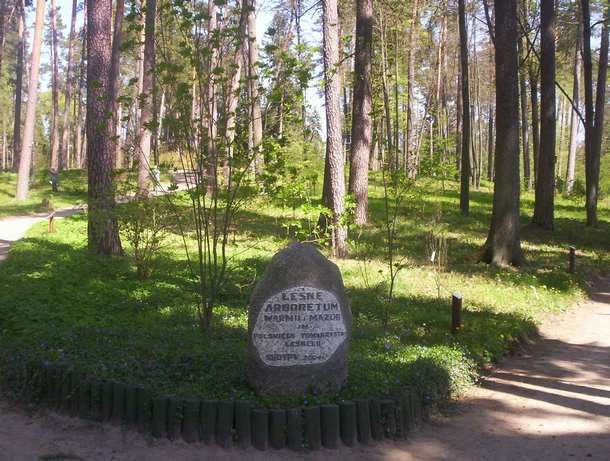
Hinweiszeichen Arboretum Kudypy

Nicht nur touristisches Interesse, sondern vor allem Studienzwecke locken zahlreiche Besucher zum Arboretum in Kudypy. Die große Zahl der unterschiedlichen Baumpflanzungen lässt erstaunen.

## Verkehr
Kudypy liegt südlich der einstigen deutschen Reichsstraße 127 und nordöstlich der zum Ausbau als Schnellstraße 16 vorgesehenen Landesstraße 16. Durch eine Unterführung verläuft eine Nebenstraße, die von Sząbruk (Schönbrück) über Naterki (Nattern) durch Olsztyn-Łupstych ((Allenstein-)Abstich) nach Łupstych (Abstich, Kreis Allenstein) durch Kudypy führt.
Die nächste Bahnstation ist Naterki an der PKP-Linie 353 Posen–Toruń–Skandawa (–Tschernjachowsk).